# 칼마르주

칼마르 주의 문장

칼마르 주의 위치

칼마르주(스웨덴어: Kalmar län)는 스웨덴 남부에 위치한 주로 주도는 칼마르이며 면적은 11,171km2, 인구는 233,168명(2011년 기준)이다. 남서쪽으로는 블레킹에주, 서쪽으로는 크로노베리주와 옌셰핑주, 북서쪽으로는 외스테르예틀란드주와 접하며 동쪽으로는 발트해를 경계로 고틀란드주와 마주보고 있다. 주 동부에 있는 욀란드섬 또한 칼마르주에 속한다.

## 자치시

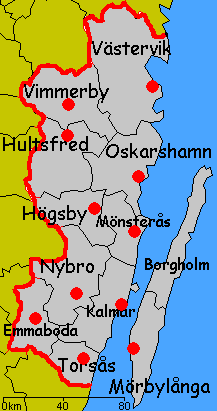
칼마르 주의 자치시

칼마르주는 12개 자치시로 구성되어 있다.
- 보리홀름시 (Borgholm)
- 엠마보다시 (Emmaboda)
- 훌츠프레드시 (Hultsfred)
- 획스뷔시 (Högsby)
- 칼마르시 (Kalmar)
- 묀스테로스시 (Mönsterås)
- 뫼르뷜롱아시 (Mörbylånga)
- 뉘브로시 (Nybro)
- 오스카르스함시 (Oskarshamn)
- 토르소스시 (Torsås)
- 빔메르뷔시 (Vimmerby)
- 베스테르비크시 (Västervik)